# Enguri (reka)
Enguri (gruzijsko: ენგური, abhazijsko Эгры, Egry, rusko: Ингури, Inguri) je reka v zahodni Gruziji. Dolga je 213 kilometrov, izvira v severovzhodnem Svanetiju v bližini regije Rača in ima pomembno vlogo pri zagotavljanju vode za hidroelektrarne na tem območju.
Reka izvira v Visokem Kavkazu blizu najvišje gruzijske gore Šhara in se vije skozi gorske doline najprej na severozahod, preden se obrne proti jugozahodu, da se izlije v Črno morje blizu Anaklije.
Reka se napaja s tajanjem ledenikov in dežjem. Pretok v ustju znaša 170 m³ / s, njen največji režim pa se pojavi med marcem in septembrom. Vode se uporabljajo predvsem za namakanje.
Od abhazijsko-gruzijskega spora tako Gruzija kot Abhazija ohranjata ob reki vojsko; tudi Rusija ohranja mirovne čete. Edini zakoniti prehod je 870 metrov dolg most Enguri, ki so ga gradili nemški vojni ujetniki od leta 1944 do 1948. Obstajajo tudi številni ilegalni prehodi reke.
Reka ima pomembno vlogo v gruzijski proizvodnji energije. Leta 1988 je bil zgrajen jez Enguri. S 750 metri premera in višino 271,5 metra je največja zgradba na Kavkazu. Zbiralnik ima kapaciteto 1,1 milijona kubičnih metrov vode. Podzemna vodna postrojenja proizvedejo 4,5 milijona kilovatov energije letno, kar je približno 40 % nacionalne proizvodnje energije. Zmogljivost je 1300 megavatov.

## Opomba
Abhazija je predmet teritorialnega spora med Republiko Abhazijo in Gruzijo. Republika Abhazija je enostransko razglasila neodvisnost 23. julija 1992, vendar jo Gruzija še naprej uveljavlja kot del svojega suverenega ozemlja. Abhazija je prejela uradno priznanje kot neodvisna država od sedmih od 193 držav članic Združenih narodov, od katerih je 1 pozneje umaknila svoje priznanje. 